# 三好南穂
三好 南穂（みよし なほ、1993年12月21日 - ）は、千葉県市川市出身の元女子バスケットボール選手である。ポジションはガード。

## 人物
菅野小でバスケを始め、東国分中を経て桜花学園高校に進み、在学中、年代別日本代表としてU-17世界選手権5位や第1回3×3ユース世界選手権3位を経験。
2012年、シャンソンVマジックに加入。
2014年、仁川アジア大会に出場する日本代表に選出される。
WJBL 2016-17（第18回Wリーグ）3ポイントシュート成功率1位。
2017年、トヨタ自動車アンテロープスに移籍。WJBL 2020-21（第22回Wリーグ）優勝メンバー。
2021-22シーズン、2度目の3ポイントシュート成功率1位と初のフリースロー成功率1位を獲得。WJBL 2021-22（第23回Wリーグ）2連覇メンバーとなり、ベスト5にも初選出された。
同シーズン終了をもって現役引退し、トヨタ自動車のサポートコーチに就任した。

## 経歴
- 国分小学校で2年生からバスケを初め、菅野小学校、東国分中学校、桜花学園高校 - シャンソン化粧品（2012年〜2017年） - トヨタ自動車（2017年～2022年）

## 日本代表歴
- 第1回U-17世界選手権
- 第1回3×3ユース世界選手権
- 2014年アジア競技大会3位
- 2016年リオデジャネイロオリンピックベスト8
- 2021 国際強化試合『三井不動産カップ2021』ポルトガル3連戦でMVP受賞[5]
- 2021 東京オリンピック準優勝 - 1試合平均3得点を記録した。
- 2022 FIBAワールドカップ2022予選